# 회색 양복을 입은 사나이
회색 양복을 입은 사나이(The Man in the Gray Flannel Suit)은 1956년에 출시된 미국 영화이다.슬로안 윌슨의 동명 소설을 영화한 작품이다.

## 줄거리
주인공 톰 래스는 제2차 세계 대전 중 유럽에 참전한 경험이 있다. 안정적인 직장생활을 하고 있으나, 보다 금전적인 성공을 위해서 이직을 고민한다. 우연히 전쟁 중 일시 사랑을 하게 된 여성과 그 사이에 아이가 있었다는 사실을 알게 되고, 이 때문에 깊이 고민한다.

## 출연

### 주연
- 그레고리 펙
- 제니퍼 존스

### 조연
- 프레드릭 마치
- 마리사 파밴
- 리J.콥
- 앤 하딩
- 키넌 윈
- 진 로크하트
- 지지 페로
- 아서 오코넬
- 헨리 다니엘
- 코니 길크리스트
- 조셉 스위니
- 샌디 데셔
- 믹키 마가

## 기타
- 원작자: 슬로안 윌슨
- 의상: 찰스 르 마리

## 주요 등장인물
그레고리 펙 - 톰 래스
제니퍼 존스

## 비판과 수용
1950년대 미국의 사회적 문화적 가치, 기업문화 등을 나타내는 대표적인 작품이다. 주인공 톰 래스가 보여주는 가부장적 이데올로기의 가치가 매우 적극적으로 합리화되어 있는 영화이다.